# Порт-Кемпбелл-Аделаїда – Катнук – Снагері/Маунт-Гамбір
Порт-Кемпбелл-Аделаїда – Катнук – Снагері/Маунт-Гамбір – газопровідна система на півдні Австралії. 
В 1991 році для видачі продукції газового родовища Катнук (Katnook) ввели в дію газопровідну систему South East Pipeline System (SEPS), що включила: 
- головну ділянку від Катнук до Снагері довжиною 46 кілометрів та діаметром 168 мм;
- відгалуження від ділянки Катнук – Снагері до Маунт-Гамбір довжиною 19 кілометрів та тим саме діаметром 168 мм;
- відгалуження від ділянки Катнук – Снагері до Нангваррі (Nangwarry) завдовжки 12 кілометрів з діаметром 89 мм.
Робочий тиск SEPS становить 10 МПа.
В районі Снагері головним споживачем блакитного палива є целюлозний комбінат Kimberly-Clark - Millicent Mill. Також можливо відзначити, що від установки підготовки родовища Катнук подали ресурс на розташовану біч-о-біч ТЕС Ладброук-Гроув.
В 2005-му на тлі вичерпання запасів Катнук спорудили трубопровід South East South Australia (SESA), через який до Катнук подали ресурс з газопроводу Порт-Кемпбелл – Аделаїда. Він починається в районі Poolaijelo, має довжину 45 км, діаметр 2019 мм та розрахований на робочий тиск у 9,3 МПа (максимальний робочий тиск 10,2 МПа). SESA споруджений у підземному виконанні та знаходиться на глибині у 0,75 метра (на перетині з дорогами та руслами водотоків заглиблення становить 1,2 метра).